# Hydatopsyche
Hydatopsyche är ett släkte av nattsländor. Hydatopsyche ingår i familjen ryssjenattsländor.
Kladogram enligt Catalogue of Life:
| Hydatopsyche | \| \| Hydatopsyche decepta \| \| \| \| \| \| Hydatopsyche feminalis \| \| \| \| \| \| Hydatopsyche huapingensis \| \| \| \| \| \| Hydatopsyche melli \| \| \| \| \| \| Hydatopsyche respersaria \| \| \| \| \| \| Hydatopsyche spatulata \| \| \| \| |
|              | \| \| Hydatopsyche decepta \| \| \| \| \| \| Hydatopsyche feminalis \| \| \| \| \| \| Hydatopsyche huapingensis \| \| \| \| \| \| Hydatopsyche melli \| \| \| \| \| \| Hydatopsyche respersaria \| \| \| \| \| \| Hydatopsyche spatulata \| \| \| \| |
|              | Hydatopsyche decepta |
|              | |
|              | Hydatopsyche feminalis |
|              | |
|              | Hydatopsyche huapingensis |
|              | |
|              | Hydatopsyche melli |
|              | |
|              | Hydatopsyche respersaria |
|              | |
|              | Hydatopsyche spatulata |
|              | |